# Effingham (New Hampshire)
Pour les articles homonymes, voir Effingham (homonymie).
Effingham est une municipalité américaine située dans le comté de Carroll au New Hampshire. Selon le recensement de 2010, sa population est de 1 465 habitants.

## Géographie
La municipalité s'étend sur 39,60 milles carrés (102,56 km2), dont 1,18 milles carrés (3,06 km2) d'étendues d'eau.

## Histoire
La localité est fondée au XVIIIe siècle par la famille du capitaine John Leavitt, sous le nom de Leavittstown. Le nom d'Effingham est choisi par le gouverneur Benning Wentworth, en l'honneur de la famille famille Howard, dont les membres étaient « comtes d'Effingham ». Ce nom n'est utilisé que lorsque la localité devient une municipalité en 1778.